# Odile Redon
Pour les articles homonymes, voir Redon (homonymie).
Ne doit pas être confondu avec Odilon Redon.
Odile Redon, née le 18 octobre 1936 à Épinal et morte le 26 février 2007 à Paris, est une historienne française spécialiste du Moyen Âge, en particulier la ville de Sienne et de l’alimentation.

## Éléments biographiques
Agrégée d’histoire en 1959, elle commence sa carrière comme professeur d’Histoire et Géographie au lycée Balzac à Tours de 1959 à 1966. Puis elle devient assistante d’histoire médiévale à l’université de Tours de 1967 à 1972, puis devient maître assistante jusqu'en 1974, puis maître de conférences à l’université Paris-VIII (alors installée à Vincennes). Elle reste attachée à cette université durant 25 ans.
Elle se spécialise, pour ses travaux de recherche, sur l'étude de l'Italie médiévale, et plus particulièrement sur une commune, Sienne, avec dès ses premiers travaux deux thèmes, l'écriture et le territoire. Elle soutient en 1991 une thèse d’État dirigée par Pierre Toubert. Cette thèse est consacrée à L’espace d’une cité. Sienne et le pays siennois. XIIIe – XIVe siècles. Elle est publiée en français en 1994 par l’École française de Rome, puis en 1999 en italien par Nuova Immagine/Viella : Lo spazio di una città. Siena e la Toscana meridionale.
Sa rencontre avec Jean-Louis Flandrin lui fait s'intéresser à un autre axe de recherche, l'histoire de l'alimentation, ses travaux contribuant à une dynamique sur ce thème. Elle y consacre plusieurs articles scientifiques et un livre, en 1991, La Gastronomie médiévale.
Sa collaboration avec l'historienne Sofia Boesch Gajano lui fait explorer un troisième axe de recherche : la sainteté.
Membre, dès sa fondation en 1982, du comité de rédaction de la revue Médiévales, elle en devient responsable, puis directeur de publication (jusqu’en 2000).
Après sa retraite comme enseignante, en 1999, elle continue à diriger la publication d'un ouvrage sur Les Langues de l'Italie médiévale, publié en 2002, ainsi qu'un autre ouvrage codirigé avec François Menant sur Notaires et crédit dans l'Occident méditerranéen médiéval, publié en 2004. Elle dirige également un volume en mémoire de Jean-Louis Flandrin, sur Le Désir et le goût, publié en 2005, et entame un travail de traduction d'un chroniqueur florentin du XIVe siècle, Giovanni Villani.

## Publications
- La Gastronomie au Moyen Âge, 1991.
- L'Espace d'une cité. Sienne et le pays siennois (XIIIe-XIVe siècles), 1994.
- Les Langues de l’Italie médiévale, 2002.
- Notaires et crédit dans l’Occident méditerranéen médiéval, 2004.
- Le Désir et le Goût, 2005.